# Girmont
Girmont – miejscowość i dawna gmina we Francji, w regionie Grand Est, w departamencie Wogezy. W 2013 roku liczba ludności wynosiła 1025 mieszkańców. 
W dniu 1 stycznia 2016 roku z połączenia trzech ówczesnych gmin – Girmont, Oncourt oraz Thaon-les-Vosges – utworzono nową gminę Capavenir-Vosges. Siedzibą gminy została miejscowość Thaon-les-Vosges. 